# Дуз, Гельмут
Гельмут Дуз (Helmut Duhs) — генеральный директор унитарного предприятия «A1».
Родился в г. Клагенфурт (Австрия) в 1971 году. В 1990-м получил диплом по специальности «Инженер по техническим средствам связи», а в 1993 году закончил Венский университет в области бизнес-администрирования и программирования. В 2002 году получил второе образование в Дунайском университете по программе MBA для руководителей.
Профессиональную карьеру начал в 1992 году в качестве консультанта по разработке и внедрению программного обеспечения для контроллинга. С 1996 года работал в холдинге A1 Telekom Austria Group на разных руководящих должностях в финансовом секторе. В 2004 году назначен директором mobilkom austria group services GmbH, а также членом исполнительного совета mobilkom austria group.
С 2007 года Гельмут Дуз работает на посту генерального директора белорусского сегмента A1 Telekom Austria Group унитарного предприятия «А1».
В 2009 году Гельмут Дуз стал одним из 40 лауреатов премии «GTB’s Forty under Forty 2009» по мнению экспертной группы издания Global Telecoms Business. В 2019 году Гельмут был награждён наградой «Медиаперсона года» за ребрендинг А1.